# Arbor (protista)
Arbor es un género de foraminífero bentónico de la familia Baculellidae, de la superfamilia Komokioidea y del orden Komokiida. Su especie tipo es Arbor cuspidata. Su rango cronoestratigráfico abarca el Holoceno.

## Discusión
Tradicionalmente Arbor ha sido incluido en el orden Textulariida o en el orden Astrorhizida. Clasificaciones más modernas han incluido Arbor en el suborden Astrorhizina del orden Astrorhizida.

## Clasificación
Arbor incluye a las siguientes especies:
- Arbor cuspidata
- Arbor floccularis
- Arbor hispida
- Arbor multiplex